# 1317

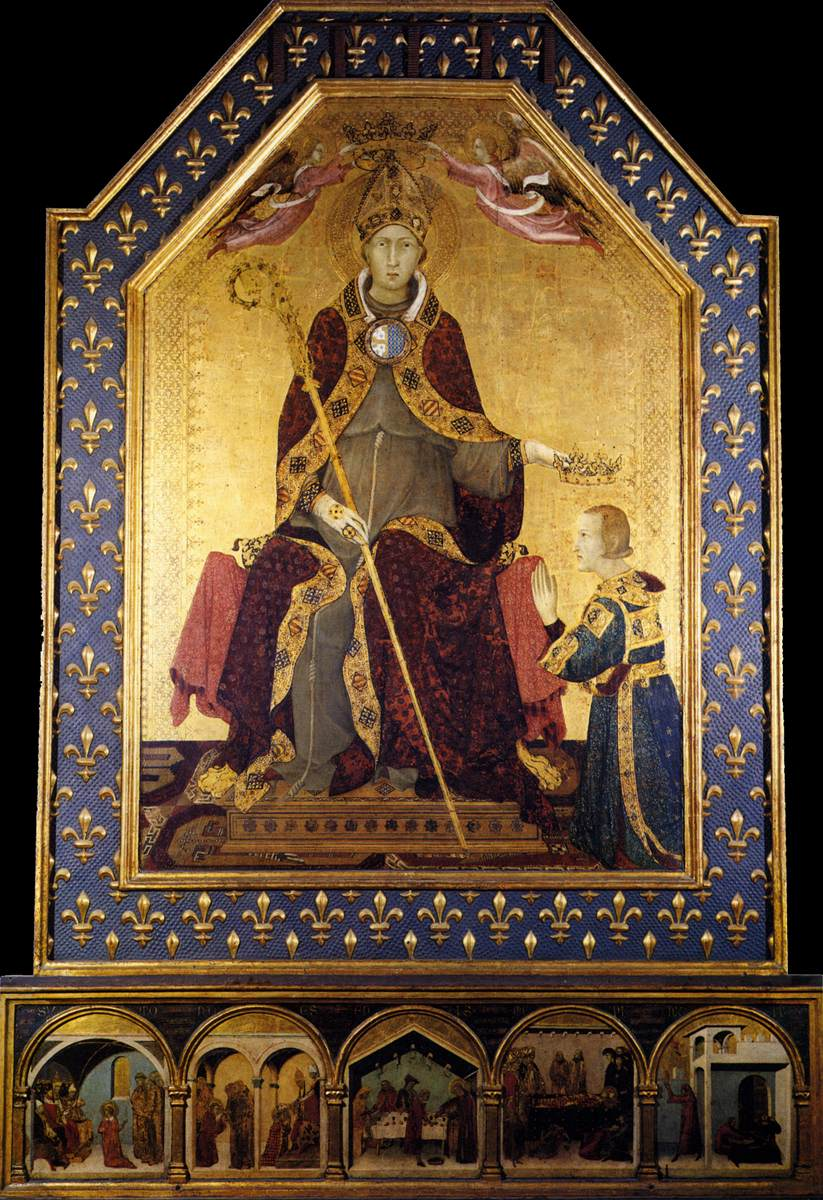
De heilige Lodewijk van Toulouse door Simone Martini (ca. 1317)

Het jaar 1317 is het 17e jaar in de 14e eeuw volgens de christelijke jaartelling.

## Gebeurtenissen
januari
- 9 - Koning Filips V van Frankrijk wordt gekroond.

februari
- 1 - De Genuees Emanuele Pessagno wordt aangesteld als eerste admiraal van Portugal. Hij ontvangt handelsrechten in ruil voor de verplichting 20 schepen plus bemanning beschikbaar te stellen om de piraterij te bestrijden.

mei
- 23 - Door de dood van de Utrechtse bisschop Gwijde van Avesnes komen Amstelland en Woerden aan het graafschap Holland.

augustus
- 16 - Het bisdom Luçon wordt gesticht als afsplitsing van Poitiers.

oktober
- 7 - In de bul Quorundam exigius veroordeelt paus Johannes XXII de Spiritualen, die een extreme interpretatie van de Franciscaner belofte van armoede voorstaan, en eist hun onderwerping.

november
- 25 - Verdrag van Templin: Einde van een oorlog tussen Brandenburg en een door Denemarken geleide coalitie. Brandenburg moet gebied afstaan onder meer aan Mecklenburg.

december
- 11 - Banket van Nyköping: Koning Birger I van Zweden houdt een banket. Tijdens dit banket laat hij zijn broers Waldemar en Erik gevangen nemen.

zonder datum
- Rudolf I geeft zijn aanspraken op medebezit van Opper-Beieren en de Rijnpalts met zijn broer Lodewijk de Beier op.
- In de bul Sane Considerante wordt Toulouse verheven tot aartsbisdom, en worden zes onderhorige bisdommen ingesteld.
- In de Orde van Sint-Jan wordt een staatsgreep gepleegd tegen grootmeester Foulques de Villaret. Foulques overleeft de staatsgreep, maar inmiddels is Maurice de Pagnac al als zijn opvolger aangewezen. De beide kandidaten zullen later hun geschil voorleggen aan paus Johannes XXII.
- Lublin en Travemünde krijgen stadsrechten.
- Na de dood van Gwijde van Avesnes erft Willem III van Holland het Amstelland, inclusief de stad Amsterdam, dat daarmee definitief aan Holland komt.
- In het Limburgse Viversel vindt het "wonder van de bloedende hostie" plaats. Zie Sacramentsberg.
- Lodewijk II van Nevers trouwt met Margaretha van Frankrijk.
- Lodewijk van Toulouse wordt heilig verklaard.

## Opvolging
- Chiang Saen - Mengrai opgevolgd door zijn kleinzoon Saen Phu
- Sukhothai - Ramkhamhaeng opgevolgd door zijn zoon Loethai
- Utrecht - Gwijde van Avesnes opgevolgd door Frederik van Sierck

## Afbeeldingen

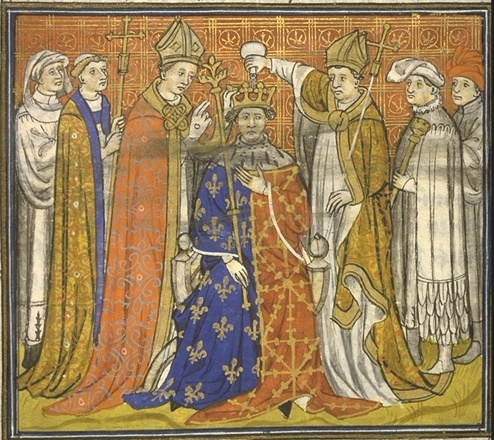
Filips V tot koning gekroond
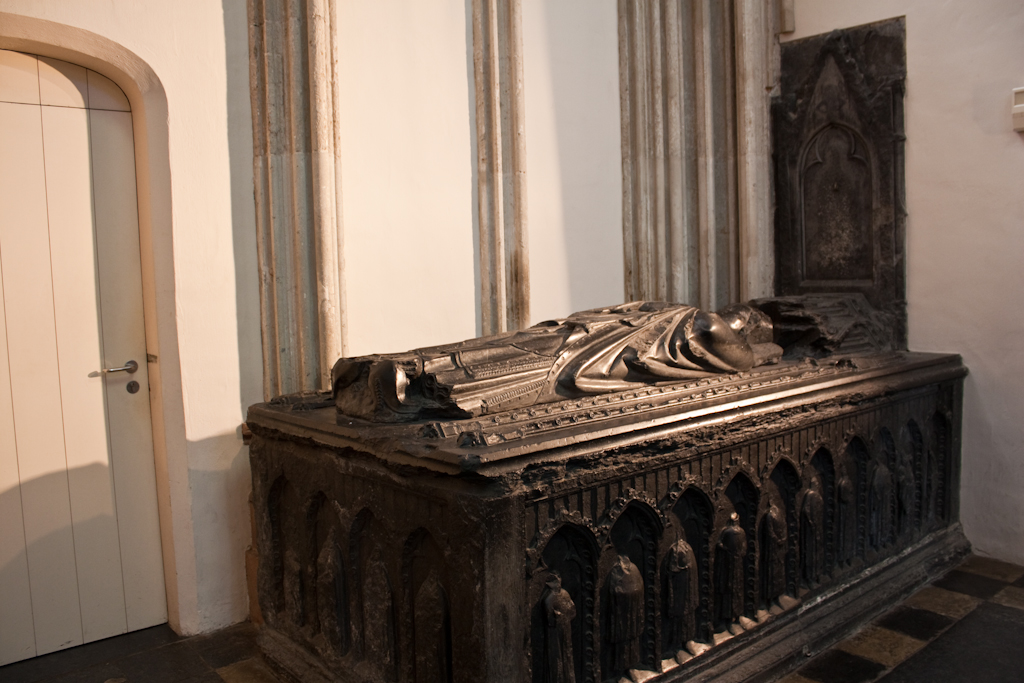
Graftombe van Gwijde van Avesnes

## Geboren
- Barisino Barisini, Italiaans schilder
- Jan Hyoens, Vlaams opstandeling
- Willem IV, graaf van Holland en Henegouwen (1337-1345)
- Euphemia Eriksdotter, Zweeds edelvrouw (jaartal bij benadering)

## Overleden
februari
- 7 - Robert van Clermont (~60), Frans edelman
- 14 - Margaretha van Frankrijk (~34), echtgenote van Eduard I van Engeland

maart
- 24 - Johan V van Brandenburg (~14), Duits edelman

april
- 20 - Agnes van Montepulciano (~48), Italiaans kloosterlinge

mei
- 28 - Gwijde van Avesnes (~63), bisschop van Utrecht (1301-1317)

augustus
- 29 - Imagina van Isenburg-Limburg, koningin van Duitsland, gravin van Nassau, landgravin van Thüringen (jaartal bij benadering)

september
- 21 - Viola Elisabeth van Teschen (~26), echtgenote van Wenceslaus III van Bohemen

oktober
- 8 - Fushimi (52), keizer van Japan (1287-1298)

december
- 24 - Jean de Joinville (93), Frans geschiedschrijver

datum onbekend
- Brynolf Algotsson (~76), Zweeds bisschop en dichter
- Gerard IV van Holstein-Plön, Duits edelman
- Gijsbert IV van Bronckhorst (~42), Nederlands edelman
- Guillemette van Neuchâtel, Bourgondisch edelvrouw
- Mengrai, koning van Chiang Saen
- Ramkhamhaeng (~77), koning van Sukhothai (1277-1317)
- Yolande (~43), markgravin van Monferrato, echtgenote van Andronikos II Paleologicus